# Sanda gård

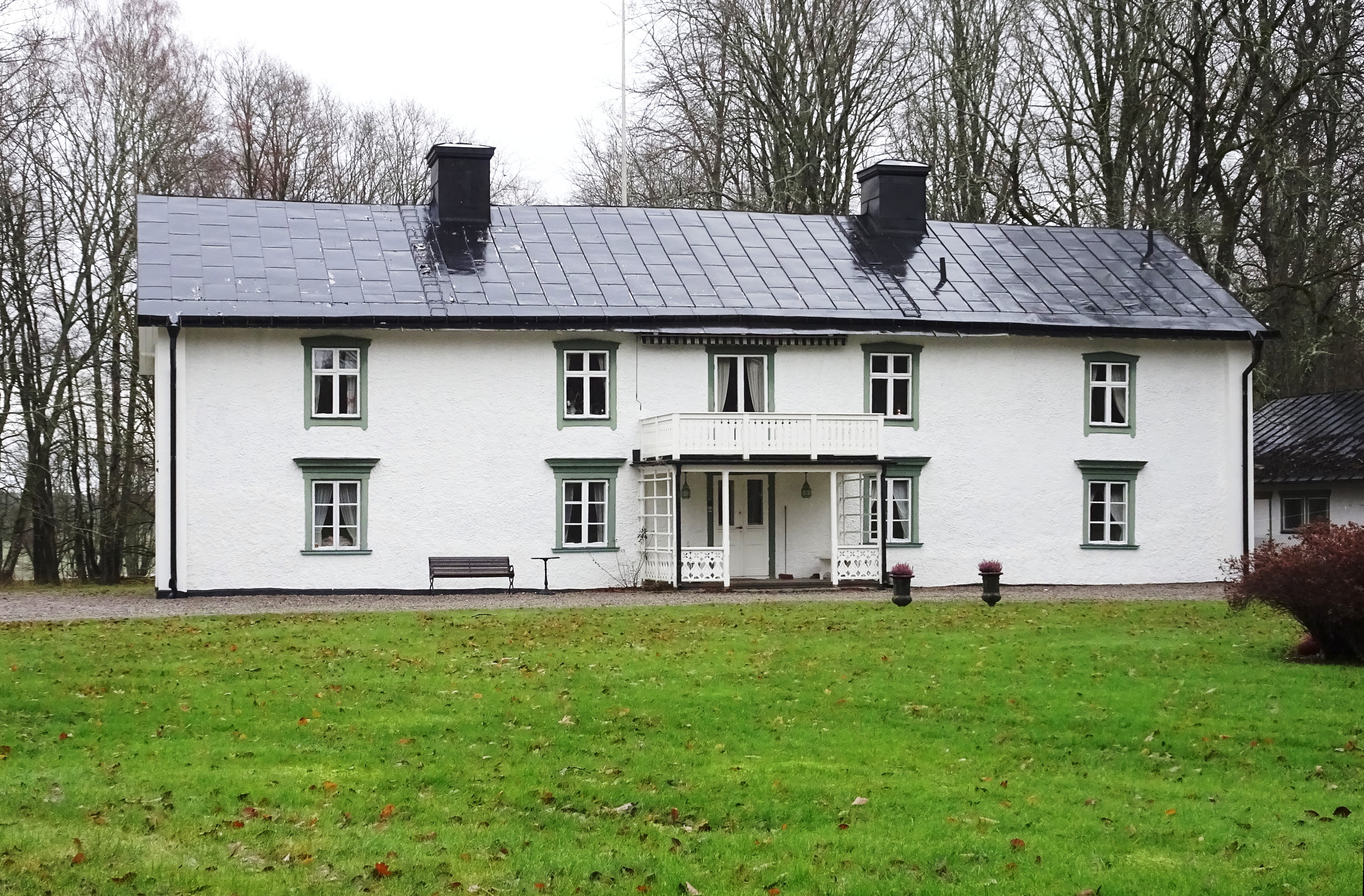
Sanda gårds mangårdsbyggnad i november 2017.

Sanda gård är ett tidigare säteri och en herrgård i Österhaninge socken i Haninge kommun, Stockholms län. Gårdens bebyggelse ligger strax nordost om Österhaninge kyrka. Gården har åtminstone sedan 1600-talet legat under Sandemar och ägs sedan 1827 av släkten Braunerhielm. Under 1800-talets andra hälft arrenderades gården av Anders Cederström i Sanda. Hans son, Carl Gustaf, föddes här 1867 och skulle senare bli känd som ”flygbaronen” Cederstöm.

## Forntid
Sanda gårds gamla bytomt ligger något norr om dagens huvudbyggnad. Området är rikt på fornlämningar. I väster ligger en fornborg (RAÄ-nummer Österhaninge 403:1) och i öster finns ett stort antal hällristningar i form av skålgropar. I Sandas gamla park märks runstenen Sö 266 med texten "Jorun lät resa stenen efter Andtvätt, sin och Anunds son. Asbjörn ristade." Stenen står dock inte på sin ursprungliga plats utan flyttades hit på 1870-talet.

## Historik
Sanda finns i skriftliga dokument sedan 1382. År 1409 nämns en laurens i sandom och 1590 talas det om en Jonn i Sanda. Gården har åtminstone sedan 1500-talet varit länsmansgård. På 1660-talet bodde Jon Pedersson Lille med hustrun Catharina Hansdotter på Sanda. Han var befallningsmannen över Södertörns fögderi, hans epitafium hänger i Österhaninge kyrka. Redan då tillhörde Sanda godset Sandemar som ägdes vid den tiden av Gabriel von Falkenberg (1646−1714). 

Historiska kartor
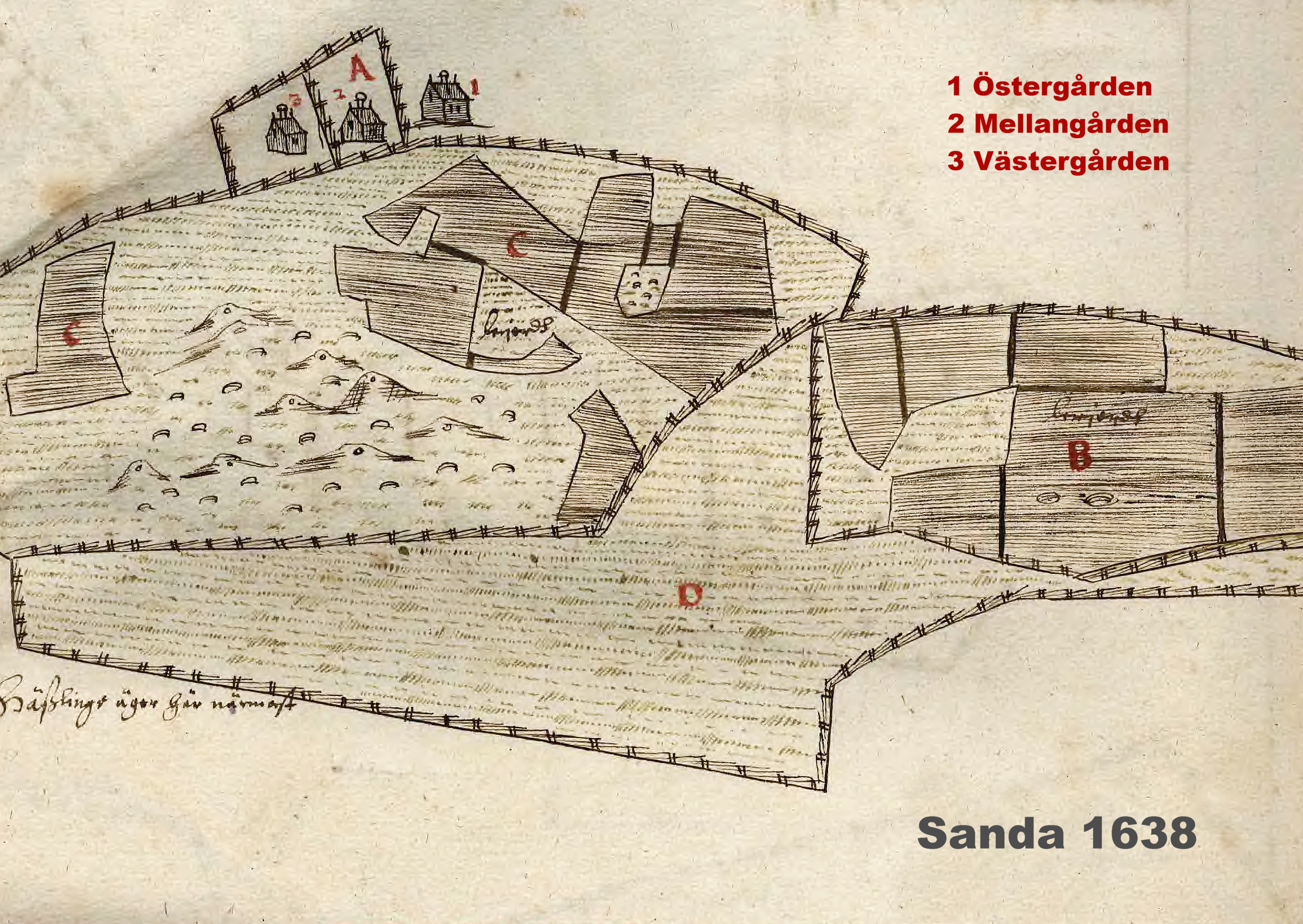
Sanda 1638.
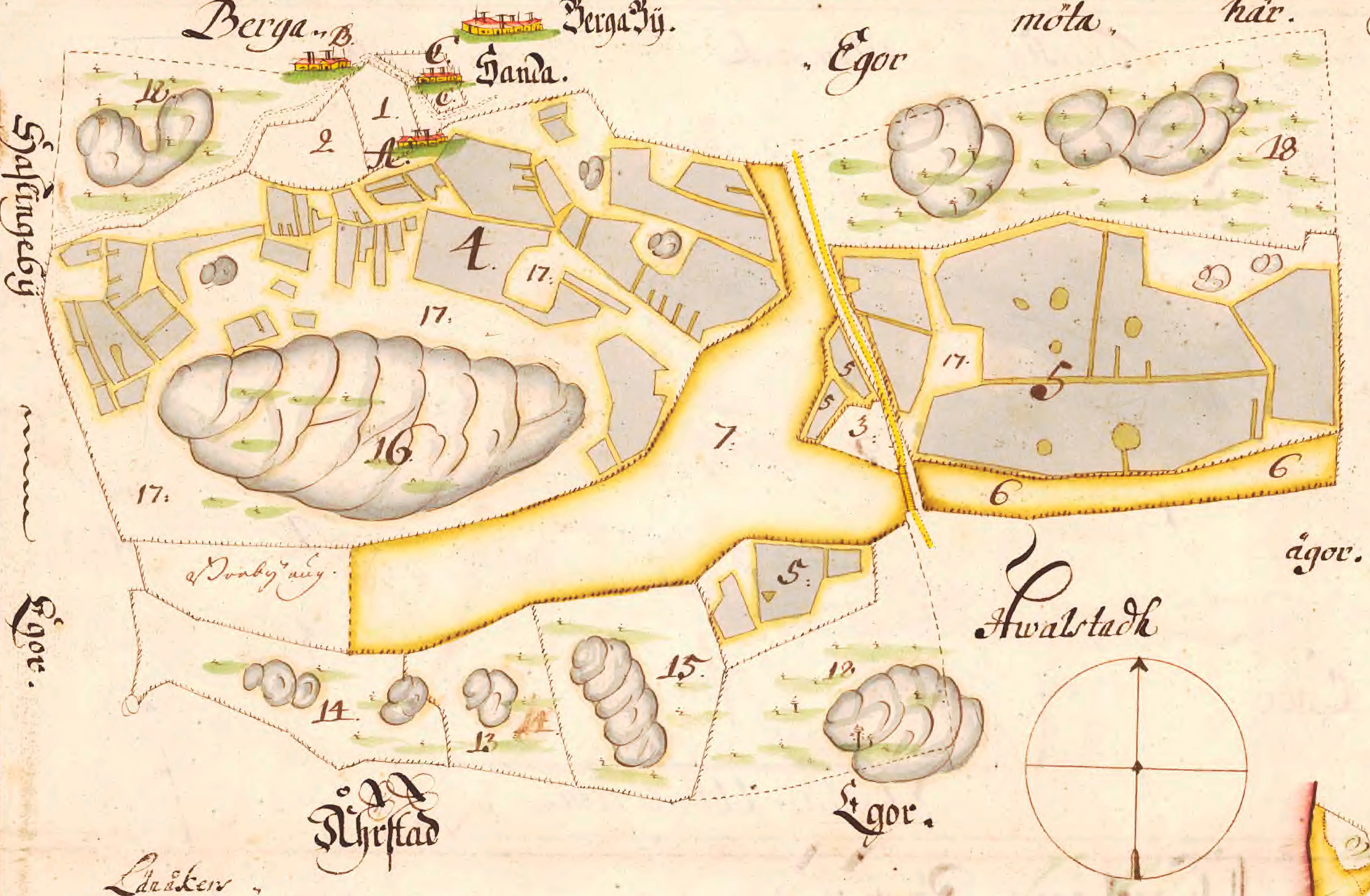
Sanda 1700.
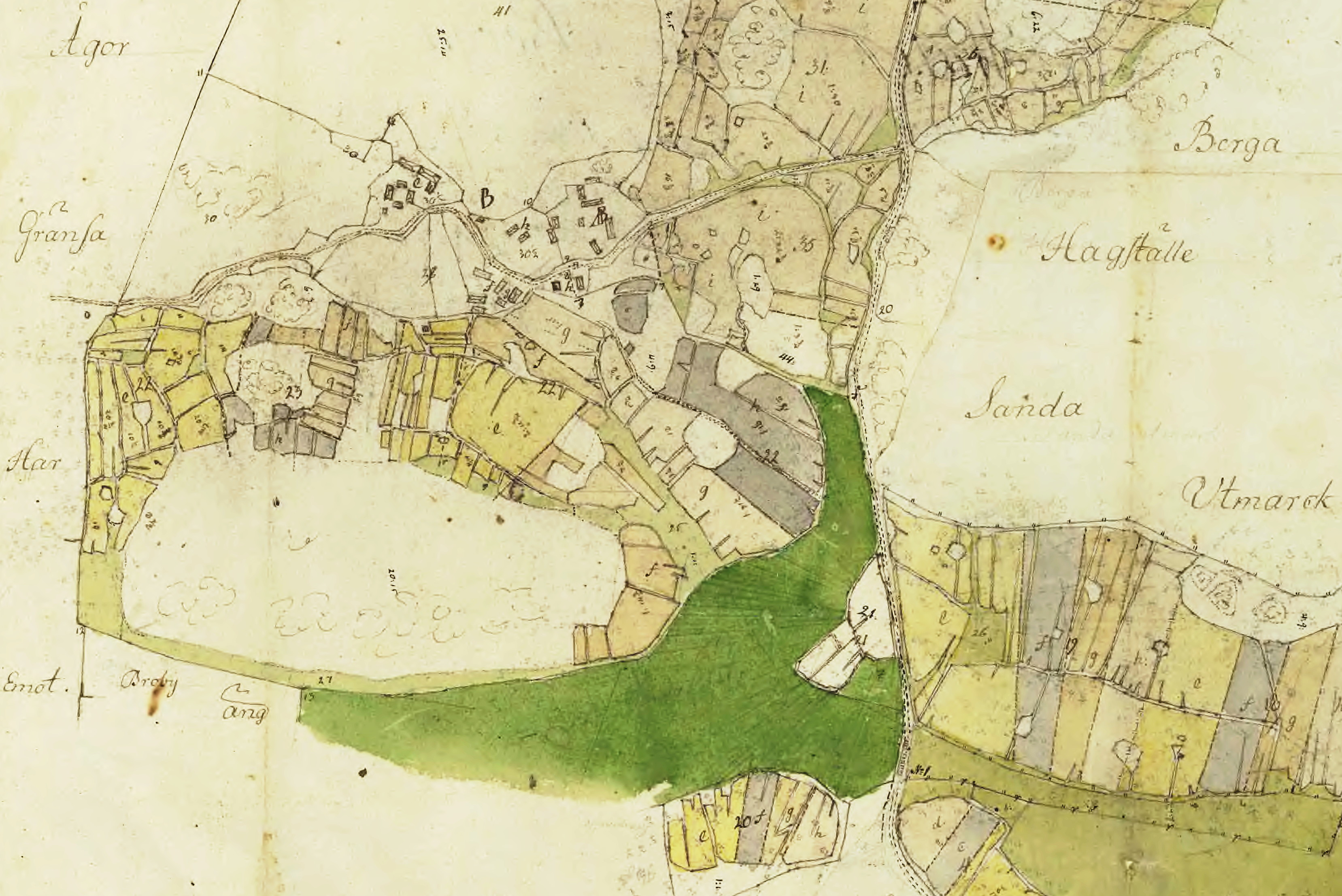
Sanda 1774.
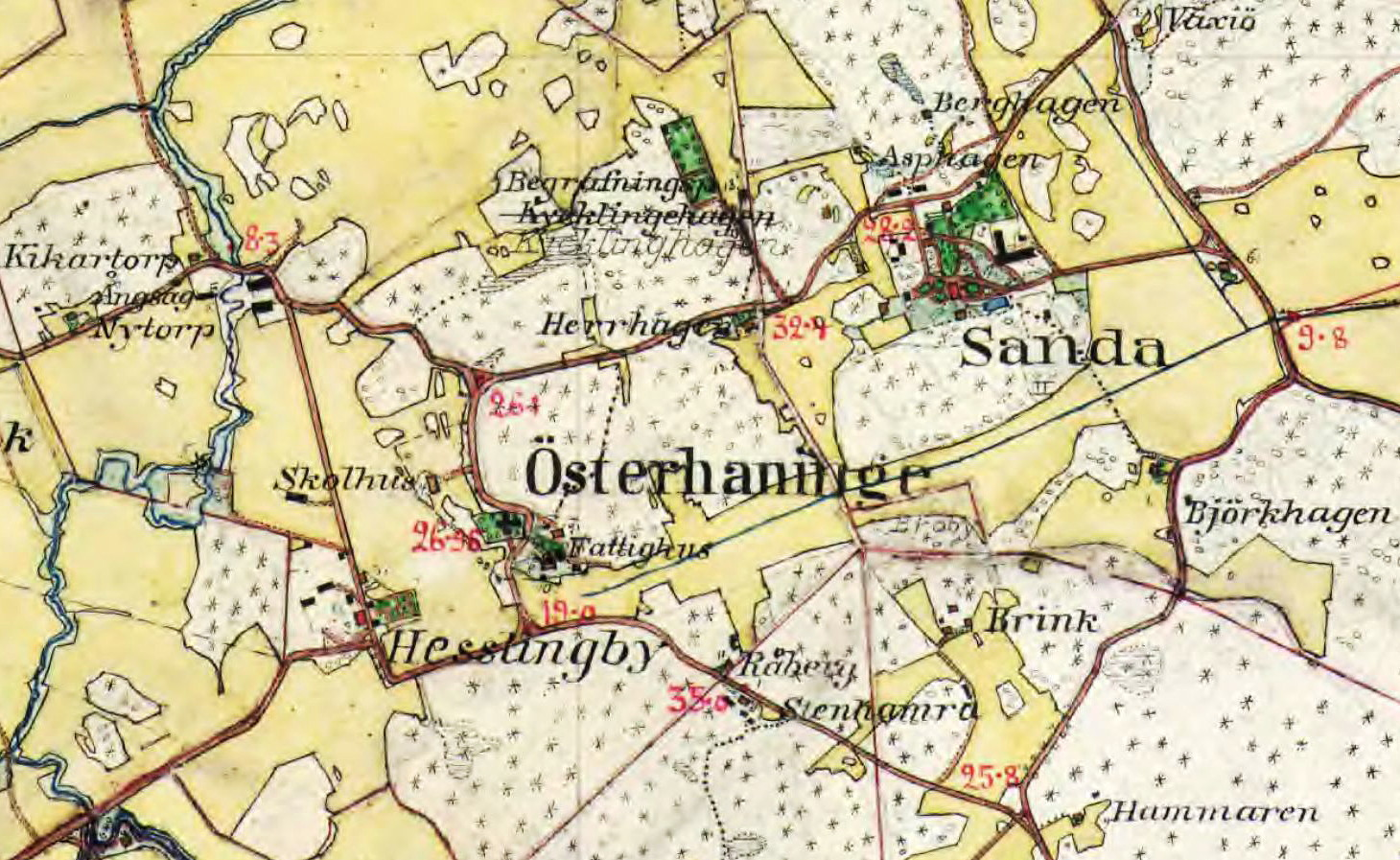
Sanda och Hässlingby 1901.

På storskifteskartan över Sanda och Walsta, upprättad av kartografen Gabriel Boding 1774, syns Sanda by ett 100-tal meter norr om dagens bebyggelse och på ömse sidor av landsvägen till Österhaninge kyrka (nuvarande Klockarlötsvägen). På kartans beskrivning kan man bland annat läsa: ”Lit. B Sanda By, består af 2½ hemman Frälse, Cammarherren välborne Herr Carl Gustaf Wattrangh under dess Säteri Saldemar [Sandemar] tillhörig…” Till bebyggelsen hörde Västergården, Södergården och Lillgården.  

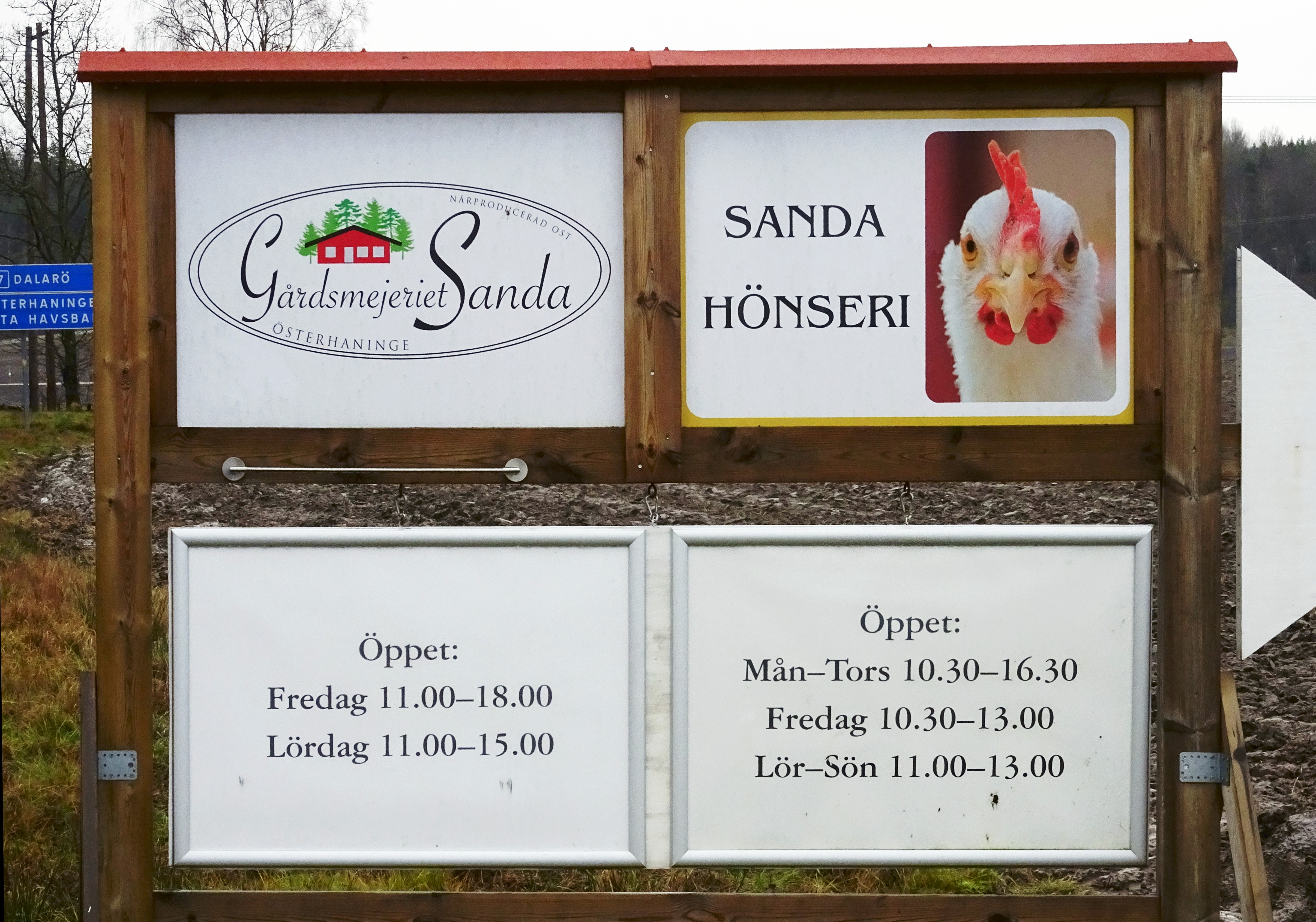
Sanda hönseri och gårdsmejeri.

Ända fram till 1800-talets början låg Sanda by här, sedan flyttades gårdens huvudbyggnad till sin nuvarande plats söder om landsvägen. Gården bedrev även gästgiveri från 1600-talet fram till 1800-talet innan Berga övertog verksamheten. Efter Sanda gästgiverigård återstår en husgrund.
Sedan 1846 var friherre Claes Jakob Napoleon Cederström arrendator på Sanda gård. Han föddes 1808 på Beatelund i Ingarö socken och dog där 1901. Under 1800-talets andra hälft arrenderades gården av Anders Cederström i Sanda (1834–1894) med familj. Han var brorson till Claes Jakob och ägde samtidigt fideikommissen Beatelund på Värmdö och Ektorp i Västerhaninge. 
Vid den tiden utgjorde Sanda 3⅙ mantal. Anders Cederström var gift med Maria Cecilia (född Wennerström). Paret fick två söner: Anders (född på Sanda 1865) och Carl Gustaf (född på Sanda 1867). Den senare skulle bli känd som  ”flygbaronen” Cederstöm.
Mellan 1909 och 1920 arrenderades Sanda av den danskfödde agronomen Rudolph Hennings. I slutet av 1800-talet uppfördes nya ekonomibyggnader öster om gården som utökades på 1970-talet. Här bedrivs sedan 2012 Gårdsmejeriet Sanda och sedan 1999 Sanda hönseri med 3 000 höns.
Åren 1920–1924 arrenderades Sanda ännu en gång av medlem av ätten Cederström, även han vid namn Anders. Han var son till den Anders som föddes här 1865. Under tiden här föddes hans tvillingsöner Anders och Arvid (1921).

## Gården under Braunerhielm

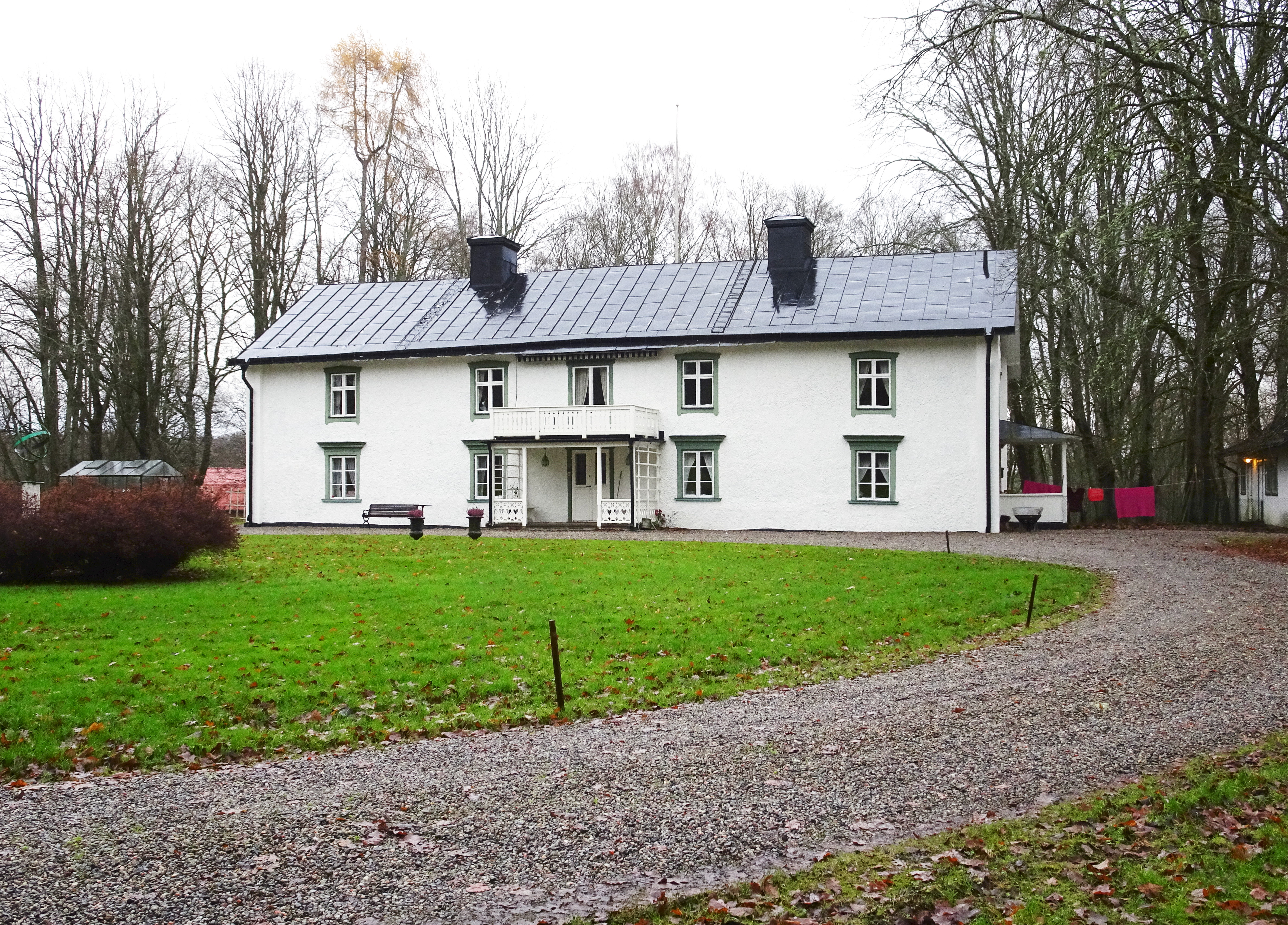
Gården, Klockarlötsvägen 13.

Eftersom Sanda låg under Sandemar innehades även Sanda efter 1827 av släkten Braunerhielm genom Carl Gustaf Braunerhielm (1821−1862). Han ärvde 1827 det stora Wattrangska fideikommisset efter sin farfars kusin, hovmarskalken Johan Gustaf Wattrang, men var minderårig när han blev fideikommissarie på Sandemar. Åren 1826 till 1834 var därför hans farbror friherren Ferdinand Braunerhielm (1799–1870) förmyndare för Carl Gustaf. Ferdinand såg till att Sanda by blev en sammanhållen storgård. Under hans tid uppfördes Sandas nuvarande huvudbyggnad som stod färdig 1834. Huset är en anspråkslös ljusputsad tvåvåningsbyggnad under ett sadeltak.
Carl Gustaf Braunerhielms son, Carl-Fredrik (född 1844 på Sandemar), avled 1901 på Sanda. Han innehade utöver Sandemar även fideikommissegendomarna Rungarn, Björkö, Väsby och Ytternäs alla i Uppland. Efter honom övertogs godset av brodern Thomas Gustaf Braunerhielm (1851–1928). Den sista ägaren till Sandemar var Carl Braunerhielm som sålde egendomen för 300 miljoner kronor till Karin Nordin Mattson.. Idag (2017) bebos Sanda av Pontus Braunerhjelm (född 1953).

## Kungastenarna
- Koordinater: 59°8′0.79″N 18°11′11.29″Ö / 59.1335528°N 18.1864694°Ö

En märklig anordning av nyare datum utgörs av de så kallade Kungastenarna. De består av ett antal 50 till 60 centimeter stora kon- och klotformade stenar fördelade på två bergsknallar. Klotformade finns på den ena och konformade på den andra som, med spetsiga sidan neråt, är monterade med järndubb. Installationen ligger strax norr om Klockarlötsvägen, nära infarten från Dalarövägen. Enligt traditionen ska de ha satts upp som minne från ett kungligt besök i trakten, vilken kung är okänt. Åtminstone under 1600-talet har svenska kungar rest denna väg vid flera tillfällen och tagit in på Sanda värdshus. Enligt en sägen symboliserar stenarna utomäktenskapliga barn som kungar skulle ha avlat vid sina besök på Sanda.

## Bilder

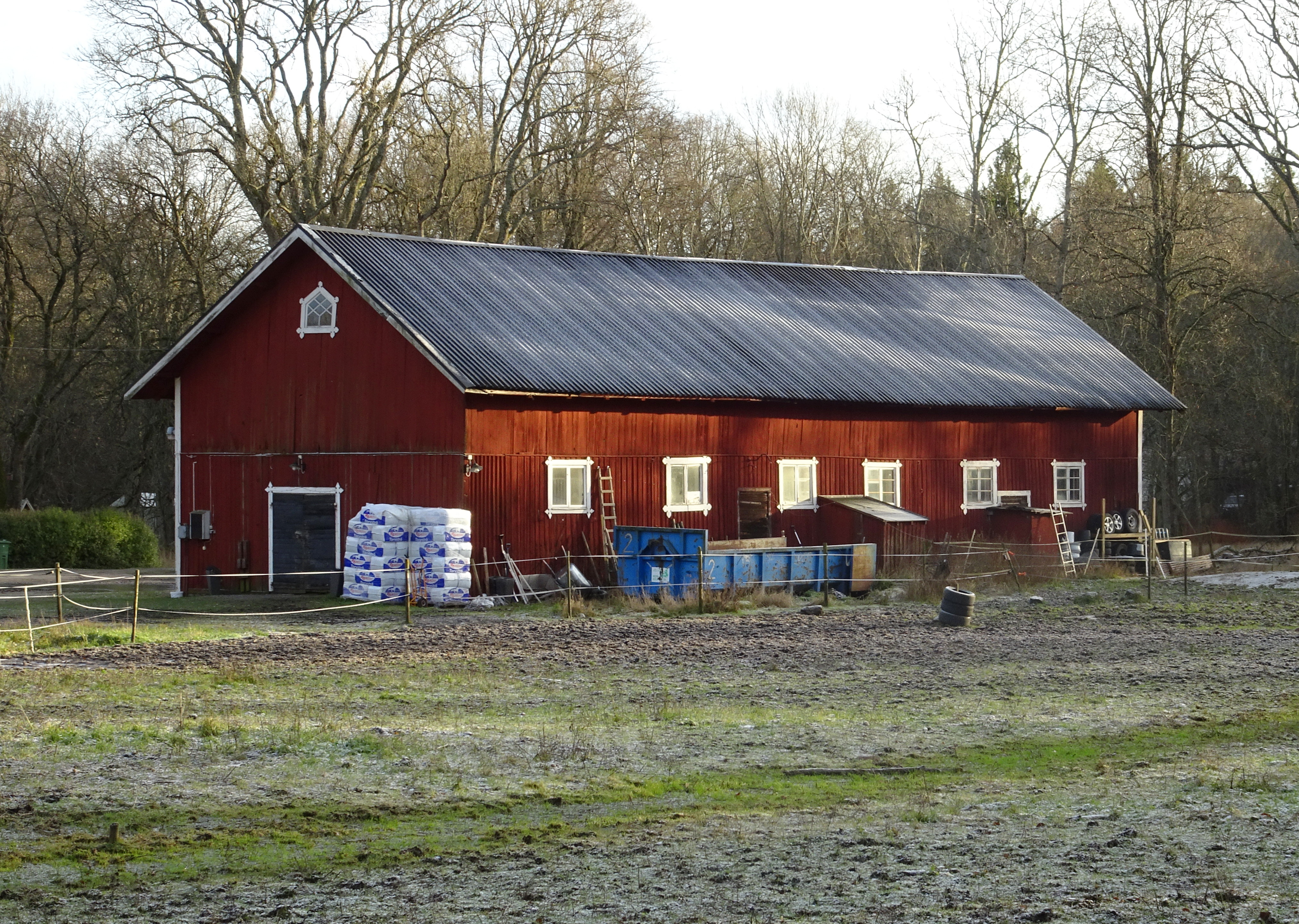
Ladan mittemot gården .
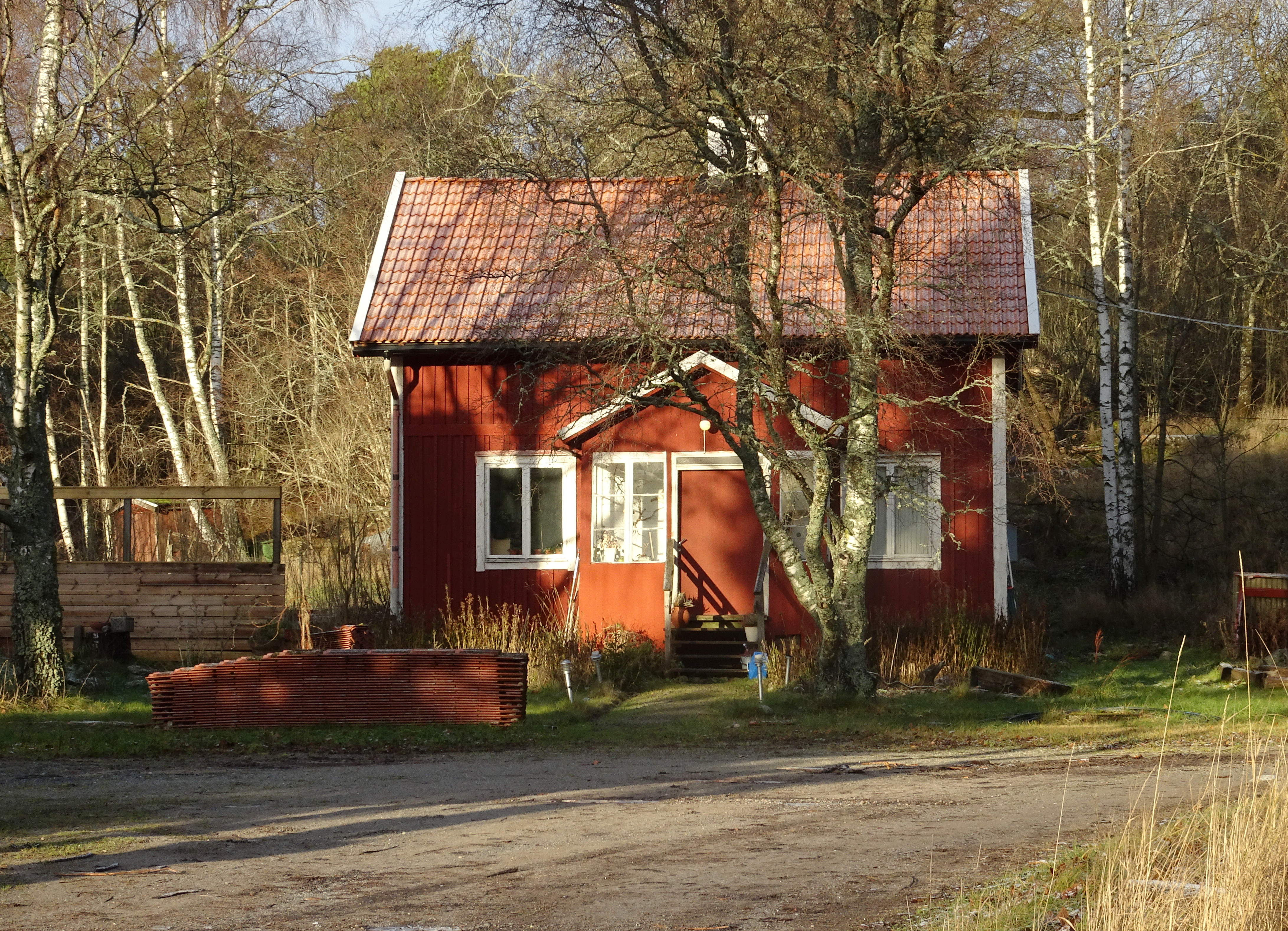
Stuga, Klockarlötsvägen 8.
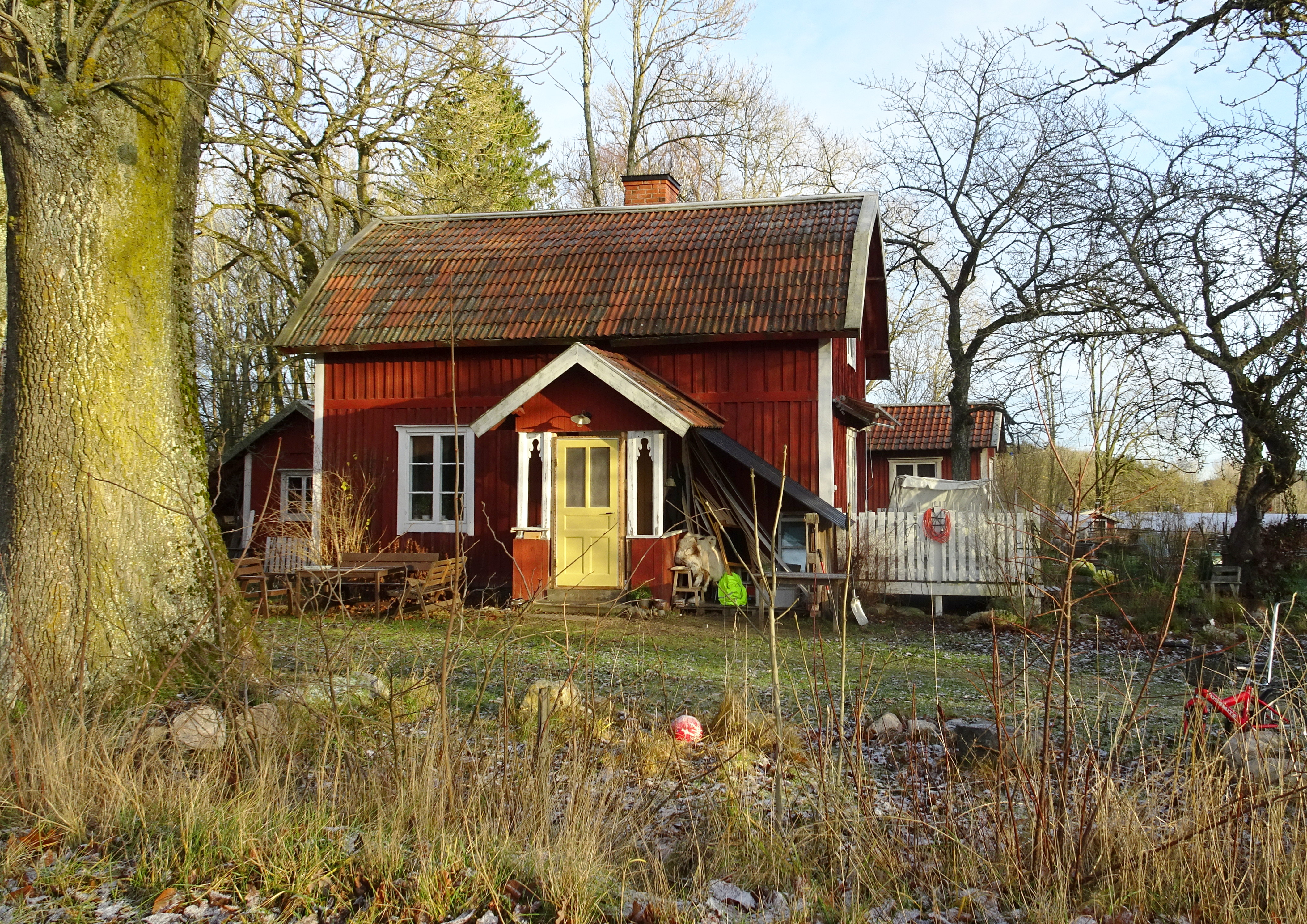
Stuga, Klockarlötsvägen 9.
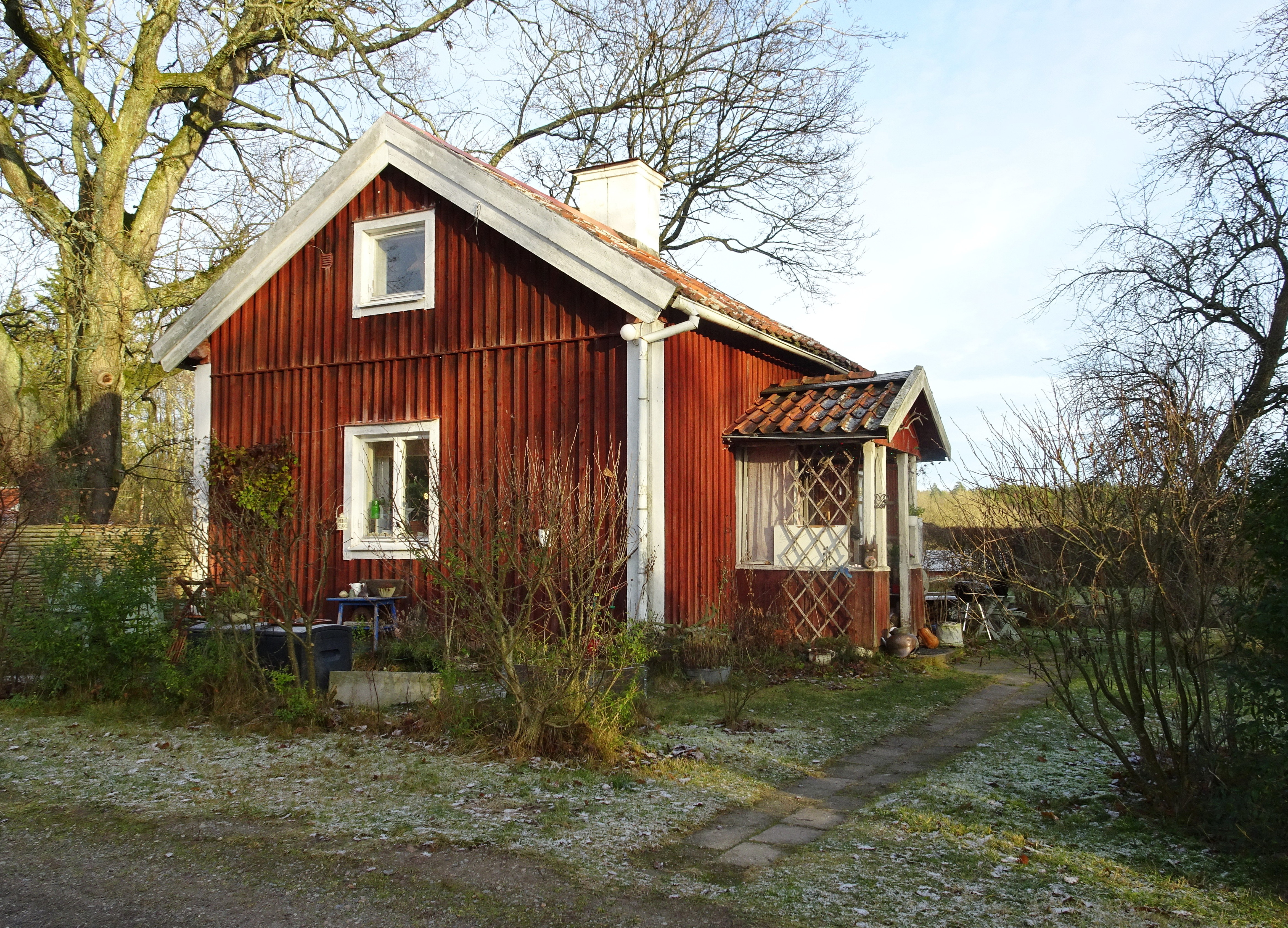
Stuga, Klockarlötsvägen 11.
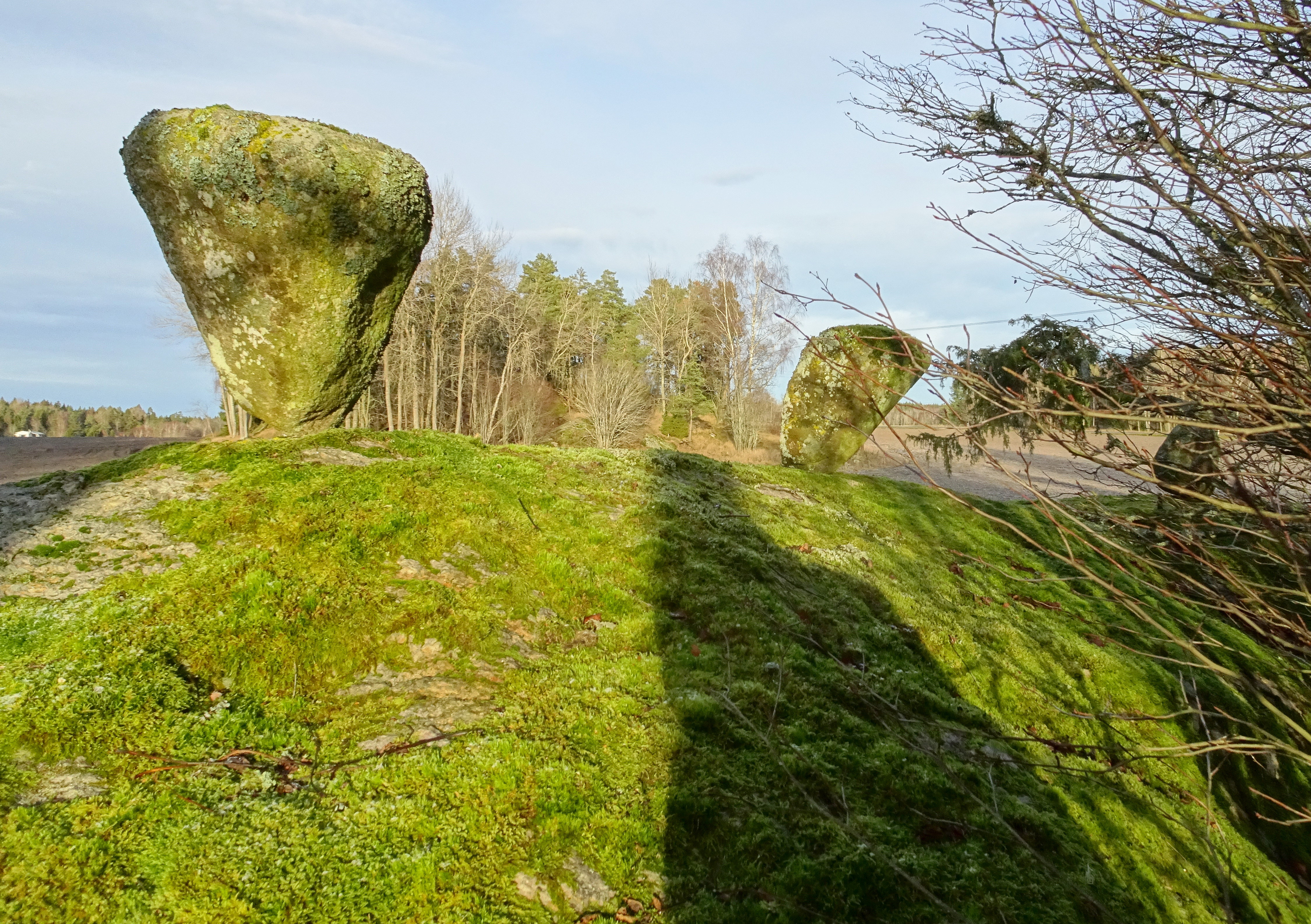
Kungastenarna (den konformade varianten).